# La Légende de Till l'Espiègle
Pour les articles homonymes, voir Till l'Espiègle (homonymie).
Pour plus de détails, voir Fiche technique et Distribution.
La Légende de Till l'Espiègle (russe : Легенда о Тиле ; Leguenda o Tile) est un film de cape et d'épée soviétique réalisé par Alexandre Alov et Vladimir Naoumov et sorti en 1977.
Il s'agit d'une adaptation du roman La Légende et les aventures héroïques, joyeuses et glorieuses d’Ulenspiegel et de Lamme Goedzak au Pays de Flandres et ailleurs (1867) de l'écrivain belge Charles De Coster.

## Synopsis

### 1repartie:Les Cendres de Klaas
Au XVIe siècle, le peuple des Pays-Bas est sous la domination du roi d'Espagne : persécution, torture, feux de l'Inquisition, encouragement des délateurs... L'intrépide Till l'Espiègle et sa fidèle amie Nela devront traverser bien des épreuves.

### 2dpartie:Vive les mendiants!
Le peuple des Pays-Bas, tourmenté par les cruels décrets royaux, les impôts, les accusations d'hérésie, la torture et les exécutions, entame une guerre de libération contre la domination espagnole. Le héros populaire Till l'Espiègle et son ami Lamme Gudzak accompliront de nombreux exploits avant que la paix ne revienne sur leur terre natale.

## Fiche technique
- Titre français : La Légende de Till l'Espiègle[1] ou La Légende de Till ou Till Eulenspiegel[2]
- Titre original russe : Легенда о Тиле, Leguenda o Tile
- Réalisation : Alexandre Alov et Vladimir Naoumov
- Scénario : Alexandre Alov et Vladimir Naoumov, d'après le roman La Légende et les aventures héroïques, joyeuses et glorieuses d’Ulenspiegel et de Lamme Goedzak au Pays de Flandres et ailleurs de Charles De Coster paru en 1867.
- Photographie : Valentin Jelezniakov (ru)
- Musique : Nikolaï Karetnikov
- Décors : Alexeï Parkhomenko
- Sociétés de production : Mosfilm
- Format : Noir et blanc - 1,37:1 - Son mono - 35 mm
- Pays de production :  Union soviétique
- Langue originale : russe
- Genre : film de cape et d'épée
- Durée : 296 minutes (version cinéma) ; 405 minutes (version télévisée)
- Dates de sortie : 
  - Allemagne de l'Ouest : 3 avril 1977
  - Union soviétique : 14 novembre 1977
  - France : 1977
  - Belgique : 1er mars 1979

## Distribution
- Lembit Ulfsak : Till l'Espiègle
- Natalia Belokhvostikova : Nele
- Ievgueni Leonov : Lamme Goudzak
- Mikhaïl Oulianov :
- Larissa Malevannaïa (ru) : Tilia Sootkine
- Alla Demidova : Katlina, la mère de Nele
- Anatoli Solonitsyne : le pêcheur
- Innokenti Smoktounovski : Charles Quint
- Vladislav Dvorjetski : Philippe II, roi d'Espagne